# Greatest Hits (album av ZZ Top)
Greatest Hits är ett Greatest hits-album av det amerikanska rockbandet ZZ Top, utgivet 1992. Två nya låtar finns med på albumet, Elvis-covern "Viva Las Vegas" och "Gun Love".

## Låtlista
Samtliga låtar skrivna av Frank Beard, Billy Gibbons och Dusty Hill.
1. "Gimme All Your Lovin'" - 3:59
2. "Sharp Dressed Man" - 4:13
3. "Rough Boy" - 4:50
4. "Tush" - 2:14
5. "My Head's in Mississippi" - 4:21
6. "Pearl Necklace " - 4:01
7. "I'm Bad, I'm Nationwide" - 4:45
8. "Viva Las Vegas" (Doc Pomus/Mort Shuman - 4:47
9. "Doubleback" - 3:53
10. "Gun Love" - 3:43
11. "Got Me Under Pressure" - 3:59
12. "Give It Up" - 3:32
13. "Cheap Sunglasses" - 4:46
14. "Sleeping Bag" - 4:02
15. "Planet of Women" - 4:04
16. "La Grange" - 3:51
17. "Tube Snake Boogie" - 3:02
18. "Legs" - 4:31